# Пять углов (банда)
Банда «Пять углов» (англ. Five Points Gang) — уличная преступная банда,состоящая преимущественно из американцев ирландского происхождения, базировавшаяся в районе Пять углов (Нижний Манхэттен, Нью-Йорк) в конце XIX и начале XX веков.
Основателем банды был Пол Келли, при рождении Паоло Антонио Ваккарелли, американец итальянского происхождения. На протяжении всего существования банды все её члены были иммигрантами или сыновьями иммигрантов в первом поколении. В банду входили такие известные впоследствии гангстеры как Джонни Торрио, Аль Капоне и Лаки Лучано.

## Район Пять углов

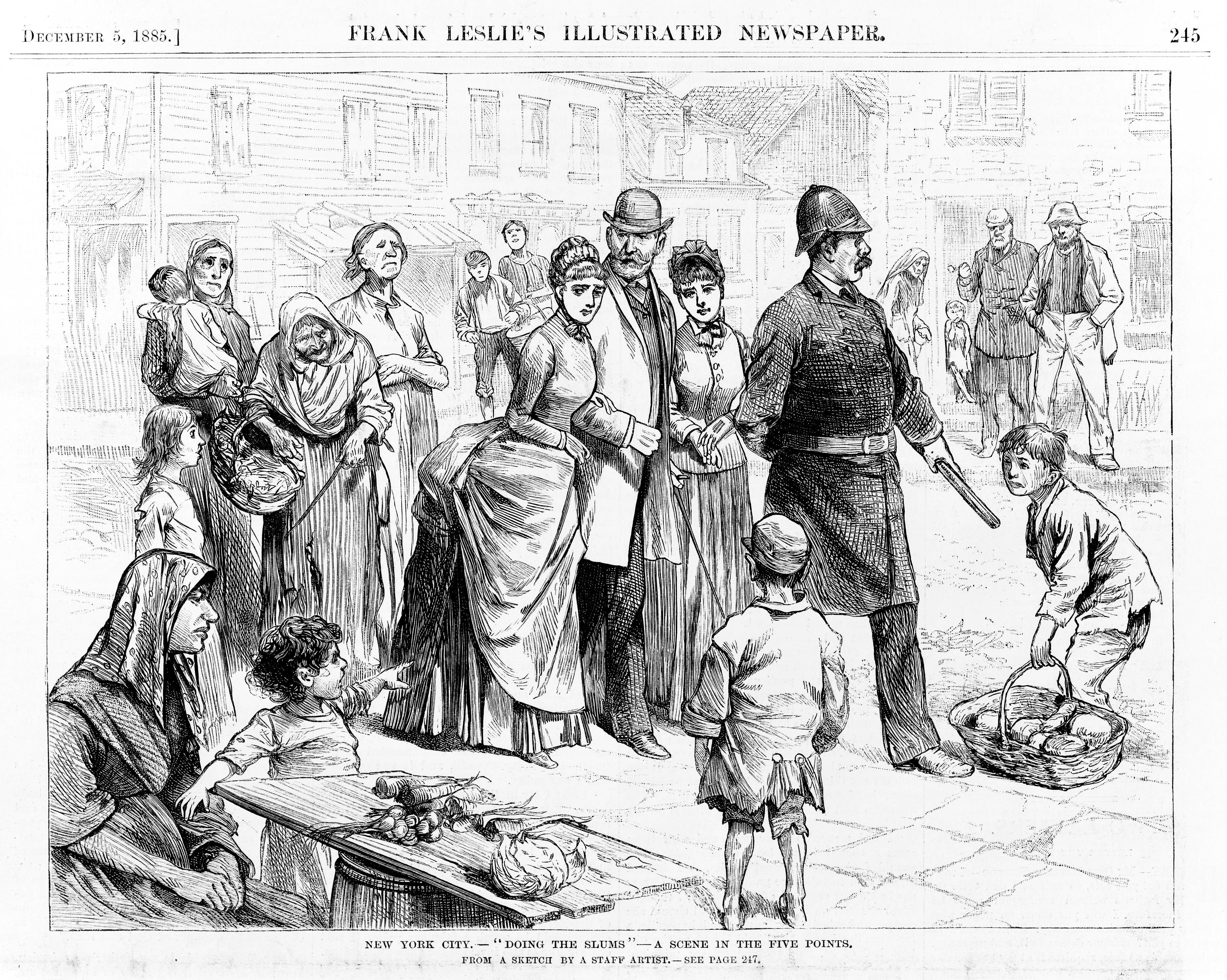
Экскурсия по трущобам Пяти углов (рисунок 1885 года).

Район Нижнего Манхэттена, где сходились четыре улицы — Энтони (ныне Уорт), Кросс (ныне Моско), Ориндж (ныне Бакстер) и Литл-Уотер (ныне несуществующая) — был известен как «Пять углов». На одну улицу ниже находилась Малберри-стрит, центральная улица Маленькой Италии, печально известная своими многоквартирными домами-трущобами. Этот район, где сейчас находится Чайнатаун, находился между Бродвеем и Бауэри. К 1820-м годам он считался трущобным и был застроен ветхими деревянными и кирпичными домами, складами и торговыми предприятиями конца XVIII и начала XIX веков, а его население в основном составляли бедные иммигранты из числа англичан и шотландцев-ирландцев, к которым начиная с 1840-х годов стали добавляться немецкие, валлийские и ирландские иммигранты.
Район Пять углов изобиловал игорными заведениями и публичными домами, имея репутацию опасного места, где можно было легко стать жертвой ограбления, особенно ночью. В 1842 году известный британский писатель Чарльз Диккенс посетил этот район и был потрясён плохими условиями жизни и некачественным жильём.
В эпоху до гражданской войны иммигранты-католики часто сталкивались с этническими предрассудками и классовой дискриминацией со стороны белых англосаксов-протестантов, считавших себя коренными жителями США и с презрением относившихся к бедным иммигрантам-католикам. В результате многие ирландские иммигранты сформировали уличные банды, такие как «Керрионианцы», «Сорок разбойников», «Рубашки навыпуск» и «Чичестеры», чтобы изменить свой низкий социальный статус. Члены уличных банд были склонны к насилию и быстро встали на преступный путь.
Действие фильма «Банды Нью-Йорка», снятого Мартином Скорцезе в 2002 году на основе одноимённой книги Герберта Осбери, происходит в районе «Пять углов». В фильме показан конфликт между «коренными», американизированными протестантами английского и шотландско-ирландского происхождения, и недавно прибывшими иммигрантами из числа ирландцев-католиков в период с 1840-х годов и до антипризывных бунтов времён гражданской войны с беспорядками, преступностью, бедностью и политическими машинами, такими как Таммани-холл.
Незадолго до Гражданской войны в США банды начали распадаться, а оставшиеся члены присоединились к могущественным бандам, таким как «Мёртвые кролики» и Уайос. В конце концов влияние и численность и этих ирландских банд пошли на убыль.
К 1870-м годам этот район стали заселять итальянцы и евреи из Восточной Европы. Группировки еврейских и итальянских преступников начали конкурировать с ирландскими бандами за контроль над территорией, рэкет и доходы от незаконной деятельности. В то же время, помимо конкуренции начинает налаживаться и сотрудничество.

## Истоки

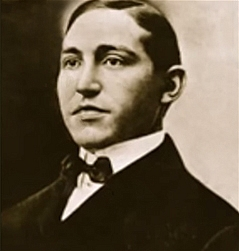
Пол Келли, основатель и лидер Банды «Пять углов».

Пол Келли (урождённый Паоло Антонио Ваккарелли), родился в Нью-Йорке в семье иммигрантов из Южной Италии и вырос в Бауэри (Манхэттен). Заработав первые деньги боксом, он сменил имя из-за связей с политиками ирландского происхождения и стал открывать публичные дома и клубы. Тогда же он сформировал Банду «Пять углов», которая первоначально состояла в основном из итальянцев. Банда быстро прославилась своей жестокостью. Позже Келли стал привлекать в свою растущую группировку членов других банд района Пяти углов, таких как «Мёртвые кролики» и «Уайос». Со временем еврейские, польские и восточноевропейские иммигранты также стали пополнять ряды Банды «Пять углов».
Целый ряд впоследствии известных и влиятельных преступником в США начинали свою преступную карьеру в рядах Банды «Пять углов». Например, Аль Капоне начинал в банде Джеймс-Стрит, а позже возглавил Чикагский филиал, одну из самых сильных мафиозных семей страны. Лаки Лучано присоединился к Банде «Пять углов» в молодые годы, а позже считался самым могущественным мафиози в США.

## Восхождение
По мере того, как Банда «Пять углов» росла, Келли и его лейтенанты поняли, что деньги можно заработать, поддерживая коррумпированных политиков. Угрожая избирателям, фальсифицируя списки избирателей и вбрасывая бюллетени, банда помогла политической машине демократов Таммани-холл сохранить власть. На рубеже XX века единственными конкурентами «Пяти углов» была банда Монка Истмана.
Соперники оспаривали право контроля территории Нижнего Ист-Сайда на Манхэттене. В 1901 году член «Пяти углов» выстрелил Истману в живот, но он выжил. Вскоре после этого уже один из его команды в отместку убил члена «Пяти углов». К 1903 году вражда обострилась, и две банды открыто начали в войну. В одном случае Келли, Торрио и 50 бандитов вступили в перестрелку с такими же по численности силами банды Истмана. Вызванной на место городской полиции пришлось отступить с места боя, который длился несколько часов. В результате трое мужчин были убиты, многие ранены. Когда полиция наконец взяла ситуацию под контроль, Истмана арестовали, но в тюрьме он провёл всего несколько часов. Судья, контролируемый Таммани-холлом, освободил его после того, как Истман поклялся в своей невиновности.
Широкая общественность была возмущена уличными боями. Представитель Таммани-холла по имени Том Фоули собрал вместе Келли и Истмана и заявил, что ни один из них не получит никакой политической защиты, если они не решат территориальный спор миром. Впрочем, мир установился ненадолго, уже через два месяца насилие снова вспыхнуло. Чиновники вновь свели двух лидеров вместе, но в этот раз предложили им сразиться друг с другом в боксёрском поединке за право владеть спорной территорией.
В назначенный день сотни мужчин с обеих сторон встретились у заброшенного дома в Бронксе. Истман и Келли жестоко дрались друг с другом. Келли в молодости был боксёром, и, как потом рассказывали очевидцы поединка, выигрывал в первых раундах, но Истман был крупнее и дрался яростно. Бой длился два часа, к концу которых оба сильно пострадали, но ни один из участников не был нокаутирован. В итоге, было объявлено что матч закончился ничьей. Лидеры банд сказали своим людям, что они всё ещё на войне.
В этот момент боссы Таммани-холла решили поддержать команду «Пяти углов» и отказаться от любой юридической или политической помощи Истману и его банде. В 1904 году Истман был избит до потери сознания полицейским, предотвратившим ограбление. Арестованный Истман был признан виновным в преступлении и приговорён к 10 годам заключения в тюрьме Синг-Синг.

## На вершине
Заключение Истмана означало, что у банды «Пяти углов» больше не было сильных соперников за контроль над организованной преступностью в Нижнем Ист-Сайде. Лидерство «Пяти углов» стало ещё больше упрочилось когда в 1908 году киллеры из «Пяти углов», предположительно по приказу Пола Келли, убили преемника Истмана Макса «Кид Твист» Цвербаха, бывшего члена банды «Пяти углов». В результате организация Келли распространила своё влияние на другие части Манхэттена и Нью-Джерси.
Келли привнёс в деятельность своей банды более деловой подход и гламурность. Он открыл спортивный клуб New Brighton Athletic Club, двухэтажное кафе и танцевальный зал на Грейт-Джонс-стрит, 57 (между Лафайетт-стрит и Бауэри), где очаровывал светских львов и других видных граждан, которые часто посещали его клуб. Всегда хорошо одетый, Келли бегло говорил по-французски, по-итальянски и по-испански, ценил изобразительное искусство и классическую музыку. Его образованная и утончённая личность произвела впечатление на многих представителей нью-йоркской элиты.

## Упадок
В 1905 году произошла перестрелка в New Brighton Athletic Club, в ходе которой двое бывших лейтенантов Келли, Джеймс Т. «Бифф» Эллисон и Пэт «Бритва» Райли, пытались застрелить своего босса. Давление Таммани-холла, которому надоели бандитские войны, заставило Келли вести себя сдержанно после этого инцидента, в то время как комиссар полиции Нью-Йорка Уильям Макаду закрыл клуб New Brighton для защиты его светских завсегдатаев. Это неудавшееся убийство положило начало упадку господства Келли в преступном мире Нью-Йорка.
После того, как был закрыт клуб New Brighton, Келли перенёс операции в общины итальянских иммигрантов в Гарлеме и Бруклине, сохранив при этом связи со своим старым районом. Тогда же он занялся профсоюзным рэкетом, став вице-президентом Международной ассоциации портовых грузчиков (ILA), которая базировался в районе Челси (Манхэттен). В 1919 году Келли/Ваккарелли исключили из ILA, но уже в том же году он вернулся в ассоциацию. Келли возглавил стихийную забастовку всего порта, начавшуюся в знак протеста против повышения заработной платы всего на пять центов в час, на которое согласилось руководство. При поддержке мэра Джона Ф. Хилана Келли был назначен в комиссию по урегулированию забастовки. Он прекратил её, но не добился никаких уступок для забастовщиков.
В 1920-х годах Келли больше занимался трудовыми спорами, игнорируя начавшийся «сухой закон» и вошедшее в моду бутлегерство. Влияние банды «Пяти углов» её и притягательность для молодых гангстеров падали, в то время как мафия, итало-американская и еврейская, росли как на дрожжах благодаря огромным доходам от контрабандного спиртного.
Постепенно мафия подмяла под себя всю преступную деятельность, ранее контролировавшуюся бандой «Пяти углов». Бывшие члены банды, такие как Джонни Торрио, Аль Капоне, Меер Лански и Лаки Лучано, стали лидерами новых групп и, образовав Национальный преступный синдикат, вместе с влиятельным бизнесменом и криминальным гением Арнольдом Ротштейном расширили свою деятельность на национальном и международном уровнях.
Келли умер естественной смертью в 1936 году.

## Известные члены
- Пол Келли
- Джонни Торрио
- Аль Капоне
- Лаки Лучано
- Фрэнки Йель
- Меер Лански
- Багси Сигел